# Мумия (фильм, 2017)
«Мумия» (англ. The Mummy) — американский приключенческий боевик 2017 года режиссёра Алекса Куртцмана по сценарию Дэвида Кеппа, Кристофера Маккуорри и Дилана Куссмана и сюжету Куртцмана, Джона Спэйтса и Дженни Люмет. Фильм является перезапуском франшизы «Мумия» в рамках отменённой серии Universal «Тёмная Вселенная». Главные роли исполнили Том Круз и София Бутелла, второстепенные — Аннабелль Уоллис, Джейк Джонсон, Кортни Би Вэнс и Рассел Кроу. Фильм повествует об американском армейском сержанте Нике Мортоне, солдате удачи, который случайно раскопал древнюю могилу захваченной египетской принцессы Аманет.
Премьера фильма состоялась 22 мая 2017 года в Государственном театре в Сиднее. В США «Мумия» вышла 9 июня 2017 года в форматах 2D, 3D и IMAX 3D. Он получил негативные отзывы от критиков и заработал 410 миллионов долларов по всему миру. Фильм стал кассовым провалом, потеряв до 95 миллионов долларов из-за высоких производственных и маркетинговых затрат, что привело к отмене первоначально запланированной «Тёмной Вселенной».

## Сюжет
В 1127 году группа английских рыцарей-крестоносцев захватила большой рубин из древнего Египта и захоронила его в могиле одного из своих соратников.
В современном Лондоне команда по строительству системы Crossrail обнаруживает гробницу рыцарей, и доктор Генри Джекил разгоняя строителей начинает исследовать находки. В воспоминаниях, иероглифы на круговой росписи в гробнице, относящейся к эпохе Нового Царства, рассказывают историю безжалостной принцессы Амонет. Она была наследницей своего отца, фараона Менепхтора до того момента, пока его вторая жена не родила сына. Будучи преисполненной решимости забрать трон себе, Амонет продала свою душу египетскому богу Сету, который дал ей специальный кинжал, чтобы перенести его дух в телесную форму. После убийства своей семьи Амонет попыталась пожертвовать своим возлюбленным, чтобы дать физическую форму Сету, но жрецы её отца убили его и мумифицировали Амонет, похоронив её заживо внутри саркофага, окруженного ртутью, чтобы её форма зла не вышла из могилы.
В современном Ираке сержант Ник Мортон и его друг капрал Крис Вейл случайно обнаруживают гробницу Амонет после авиаудара по террористам в городе. Дженни Хэлси, археолог, которая в прошлом была любовницей Ника, прибывает туда и исследует гробницу, приходя к выводу, что это тюрьма. После извлечения саркофага Амонет из ртути начальник Ника, полковник Гринуэй, помещает саркофаг на транспортный самолёт, который летит в Англию.
Во время полета Вейл становится одержимым силой Амонет. После попытки открыть саркофаг он наносит удар Гринуэю и атакует группу, но Ник убивает его. Огромная стая ворон затем наносит удар по самолёту, заставляя его упасть. Все люди, находившиеся на борту, кроме выпрыгнувшей Дженни и оставшегося в самолёте Ника, погибают.
На следующий день Ник просыпается в морге в Оксфорде и узнает от призрака Вейла, что его прокляла Амонет, которая пытается использовать его в качестве нового возлюбленного для запасной оболочки Сета. Мумия Амонет сбегает из саркофага и убивает спасателей, восстанавливая их жизненной энергией своё разложившееся тело. Превращая своих жертв в слуг-зомби, она заманивает Ника и Дженни в ловушку, заставляя их сражаться с ними. Также Амонет находит кинжал Сета в соседней церкви.
В последний момент появляются спецназовцы и ловят Амонет. Их лидер, доктор Генри Джекил, объясняет, что Дженни является агентом его секретного общества, занимающегося охотой на сверхъестественные угрозы, чья база находится в Музее естественной истории Лондона. Он подтверждает, что Ник был проклят, когда разблокировал гробницу Амонет и раскрывает намерение завершить ритуал и позволить Сету завладеть телом Ника, чтобы уничтожить Сета и навсегда положить конец его злу. Также Джекил объясняет Нику, что Амонет является одной из чудовищных форм зла и мир находится на пороге гибели. Дженни пробует узнать полезные сведения от Амонет, однако та обещает Дженни, что убьёт её.
Гипнотизируя и убивая, Амонет освобождается из плена, сея хаос, смерть и разрушения. Джекил превращается в Эдварда Хайда, его убийственную и психопатическую альтер эго. Когда Ник отказывается от предложения Хайда о союзе между ними, тот нападает и почти одолевает Ника, но Ник останавливает его с помощью сыворотки, которую Джекил использует для подавления своей злой стороны. Затем Ник и Дженни убегают, а Амонет похищает кинжал, вызывает на помощь армию покойных английских крестоносцев и создает огромную песчаную бурю, которая разрушает Лондон. Амонет убивает спецназовцев, занявших оборону у входа в гробницу и, собирая кинжал и рубин воедино, получает всё, чтобы освободить Сета.
Ник и Дженни бегут в метро, но их атакуют мёртвые рыцари. Амонет захватывает Дженни и топит её по своему обещанию, надеясь сломить Ника. Ник сражается и, используя момент, крадёт кинжал, почти разбивая рубин, но Амонет предупреждает его, что в таком случае будет невозможно вернуть к жизни Дженни. Тогда Ник смертельно ранит себя кинжалом, получая влияние Сета. Амонет обнимает Ника. Однако Ник вспоминает предупреждения доктора Джекила о грани гибели мира. Благодаря этим воспоминаниям Ник подавляет в себе свою злую сторону, полученную от Сета. Получив контроль над собой Ник, используя силу Сета, убивает Амонет, превращая её обратно в мумию.
С помощью силы Сета Ник воскрешает Дженни, прощается с ней и уходит. Вскоре Дженни встречается с доктором Джекилом, и они обсуждают, поддастся ли Ник влиянию Сета. Тело Амонет погребают, опуская в ртуть. Позже в пустыне Ник воскрешает Вейла, и они отправляются на поиски приключений.

## В ролях
| Актёр             | Роль                                     |
| ----------------- | ---------------------------------------- |
| Том Круз          | Ник Мортон                               |
| София Бутелла     | принцесса Амонет                         |
| Аннабелль Уоллис  | Дженни Хэлси                             |
| Рассел Кроу       | доктор Генри Джекил / мистер Эдвард Хайд |
| Джейк Джонсон     | сержант Крис Вейл                        |
| Хавьер Ботет      | Сет                                      |
| Кортни Би Вэнс    | полковник Гринуэй                        |
| Селва Расалингам  | фараон Менепхтор                         |
| Марван Кензари    | Малик                                    |
| Чести Бальестерос | Кира Ли                                  |
| Риз Кемптон       | управляющий строительством               |
| Дилан Смит        | пилот                                    |

## Производство

### Создание
4 апреля 2012 года Universal Pictures объявила о разработке перезапуска серии фильмов о мумии, сценарий напишет Джон Спэйтс, а Шон Дэниел, спродюсировавший три предыдущих фильма о мумии, вернётся в качестве продюсера. 1 мая 2012 года Universal подписала двухгодичный контракт с Робертом Орси и Алексом Куртцманом о производстве перезапуска «Мумии» через их компанию K/O Paper Products. 24 сентября 2012 года было объявлено, что Universal назначала Лена Уайзмана режиссёром фильма. В декабре 2012 поступила информация, что перезапуск «Мумии» будет отличаться от классической трилогии «совершенно новым подходом» к мифологии, а действие будет происходить в наши дни. 14 февраля 2013 года Universal наняла Билли Рэя для написания сценария к фильму. 31 июля 2013 года режиссёр Лен Уайзман покинул проект из-за конфликта в графике. 13 сентября 2013 года The Hollywood Reporter сообщил, что режиссёр Андреас Мускетти ведёт переговоры насчёт постановки фильма. В октябре 2013 года Орси в интервью IGN рассказал, что действие перезапусков «Мумии» и «Ван Хельсинга» будет происходить в общей вселенной. 6 мая 2014 года Мускетти покинул фильм из-за творческих разногласий.
16 июля 2014 года Universal объявила о том, что Алекс Куртцман и Крис Морган займутся разработкой перезапусков всех классических фильмов о монстрах, включающих «Франкенштейна», «Дракулу», «Человека-волка», «Тварь из Чёрной Лагуны», «Человека-невидимку», «Невесту Франкенштейна» и «Мумию». Первый фильм, который они будут разрабатывать вместе, станет «Мумия». 30 июля 2014 года Куртцман был назначен режиссёром фильма. В середине октября 2015 года стало известно, что мумия в фильме может быть женщиной.

### Кастинг
24 ноября 2015 года было объявлено, что Том Круз начал вести переговоры о получении главной роли. 8 декабря 2015 года The Hollywood Reporter сообщил о возможном присоединении Софии Бутеллы к фильму в роли мумии. В январе 2016 года было официально подтверждено, что Круз и Бутелла подписали контракты на участие в проекте.
В марте 2016 года к актёрскому составу присоединились Аннабелль Уоллис, Джейк Джонсон и Марван Кензари. 15 апреля 2016 года Кортни Би Вэнс получил роль в фильме. 4 мая 2016 года Deadline.com, The Hollywood Reporter и Variety сообщили, что Рассел Кроу ведёт переговоры по поводу роли доктора Генри Джекилла и мистера Эдварда Хайда. На эту роль также рассматривались Хавьер Бардем, Эдди Редмэйн, Джозеф Гордон-Левитт и Том Харди. 6 мая 2016 года Кроу подтвердил, что сыграет персонажа.

### Съёмки
Съёмки фильма начались 3 апреля 2016 года в Оксфорде, Великобритания. Также часть съёмок происходили в графстве Суррей и в Лондоне, которые завершились 17 июля 2016 года. Затем команда переместилась в Намибию, где за две недели сняла последние сцены и закончила съёмочный процесс 13 августа 2016 года.

## Реакция
Фильм получил негативные отзывы кинокритиков, ругавших бессвязное повествование и сюжетные элементы при создании Тёмной Вселенной. На сайте Rotten Tomatoes рейтинг «Мумии» составляет 15 % на основе 316 рецензий со средней оценкой 4,2 из 10. На сайте Metacritic фильм получил оценку 34 из 100 на основе 44 отзывов. Фильм, несмотря на сборы в 409 млн долларов, считается кассовым провалом по причине того, что целью киностудии Universal был результат в 450 млн долларов для преодоления безубыточности.

## Награды и номинации
Фильм стал одним из «лидеров» антипремии «Золотая малина», получив 8 номинаций.
| Год  | Премия         | Категория                                 | Номинанты                                      | Результат | Ссылки        |
| ---- | -------------- | ----------------------------------------- | ---------------------------------------------- | --------- | ------------- |
| 2018 | Золотая малина | Худший фильм                              | Мумия                                          | Номинация | [ 42 ] [ 43 ] |
| 2018 | Золотая малина | Худший актёр                              | Том Круз                                       | Победа    | [ 42 ] [ 43 ] |
| 2018 | Золотая малина | Худший актёр второго плана                | Рассел Кроу                                    | Номинация | [ 42 ] [ 43 ] |
| 2018 | Золотая малина | Худшая актриса второго плана              | София Бутелла                                  | Номинация | [ 42 ] [ 43 ] |
| 2018 | Золотая малина | Худший режиссёр                           | Алекс Куртцман                                 | Номинация | [ 42 ] [ 43 ] |
| 2018 | Золотая малина | Худший сценарий                           | Дэвид Кепп, Кристофер Маккуорри, Дилан Куссман | Номинация | [ 42 ] [ 43 ] |
| 2018 | Золотая малина | Худший ремейк, пародия или сиквел         | Мумия                                          | Номинация | [ 42 ] [ 43 ] |
| 2018 | Золотая малина | The Razzie Nominee So Rotten You Loved It | The Razzie Nominee So Rotten You Loved It      | Номинация | [ 42 ] [ 43 ] |

## Отменённая франшиза
Фильм должен был стать частью «Тёмной Вселенной» компании Universal Pictures. Франшиза являлась бы современной кинематографической вселенной, основанной на классической серии фильмов о монстрах Universal. Перезагрузка «Невесты Франкенштейна» режиссёра Билла Кондона была первоначально запланирована к выпуску 14 февраля 2019 года, но 5 октября 2017 года Universal отложила релиз фильма на неопределённый срок. Хавьер Бардем и Анджелина Джоли вели переговоры о том, чтобы сыграть монстра и его невесту.
Изначально первым фильмом киновселенной считался «Дракула» 2014 года с Люком Эвансом. Однако после релиза и последовавших негативных отзывов его связь с «Тёмной Вселенной» была отменена, и «Мумия» стала первым фильмом серии. 22 мая 2017 года, незадолго до выхода фильма, в Твиттере была опубликована запись о запуске «Тёмной Вселенной», сопровождавшейся совместным фото с актёрами Томом Крузом, Софией Бутеллой, Джонни Деппом, Хавьером Бардемом и Расселом Кроу. Позже выяснилось, что изображение оказалось отредактированным, и актёры не фотографировались вместе.
В 2019 году было объявлено, что кинокомпания намерена создавать самостоятельные фильмы о монстрах Universal, тем самым фактически закрыв «Тёмную Вселенную».